# Gran Premio del Baden-Württemberg de 1986
El Gran Premio de Baden-Württemberg de Motociclismo de 1986 fue la duodécima prueba de la temporada 1986 del Campeonato Mundial de Motociclismo. El Gran Premio se disputó el 28 de septiembre de 1986 en el Circuito de Hockenheim. La carrera se introdujo en sustitución del Gran Premio de Sudáfrica de Motociclismo cancelado a causa del apartheid. Fue el último GP disputado por Ángel Nieto

## Resultados 125cc
El octavo de litro era el último título que aún quedaba por decidir y este fue para el italiano Luca Cadalora, que tuvo suficiente con ser segundo para hacerse con el título. El vencedor de este Gran Premio fue el italiano Fausto Gresini.
| Pos. | Piloto                 | Moto        | Tiempo   | Pts. |
| ---- | ---------------------- | ----------- | -------- | ---- |
| 1    | Fausto Gresini         | Garelli     | 33.46.46 | 15   |
| 2    | Luca Cadalora          | Garelli     | 33.47.29 | 12   |
| 3    | August Auinger         | Bartol-MBA  | 33.47.52 | 10   |
| 4    | Ezio Gianola           | MBA         | 33.47.72 | 8    |
| 5    | Bruno Kneubühler       | LCR-MBA     | 33.48.69 | 6    |
| 6    | Domenico Brigaglia     | Ducados-MBA | 34.18.45 | 5    |
| 7    | Paolo Casoli           | MBA         | 34.33.92 | 4    |
| 8    | Olivier Liégeois       | Assmex      | 34.39.31 | 3    |
| 9    | Johnny Wickström       | Tunturi-MBA | 34.39.53 | 2    |
| 10   | Adi Stadler            | MBA         | 34.39.85 | 1    |
| 11   | Mike Leitner           | MBA         | 34.40.24 |      |
| 12   | Norbert Peschke        | MBA         | 35.12.20 |      |
| 13   | Lucio Pietroniro       | MBA         | 35.12.49 |      |
| 14   | Jussi Hautaniemi       | MBA         | 35.12.85 |      |
| 15   | Andrés Sánchez         | MBA         | 35.13.37 |      |
| 16   | Jan Eggens             | LCR         | 35.37.92 |      |
| 17   | Willy Hupperich        | MBA         | 35.38.39 |      |
| 18   | Dirk Hafeneger         | MBA         | 35.38.99 |      |
| 19   | Flemming Kistrup       | MBA         | 35.48.60 |      |
| 20   | Sepp Bader             | MBA         | 35.51.70 |      |
| 21   | Christian Le Badezet   | MBA         | 35.57.70 |      |
| 22   | Peter Baláž            | MBA         | 35.38.38 |      |
| 23   | Heinz Litz             | MBA         | 1 Vuelta |      |
| 24   | Helmut Hovange         | Seel        | 1 Vuelta |      |
| 25   | Peter Sommer           | MBA         | 1 Vuelta |      |
| 26   | Thomas Møller-Pedersen | MBA         | 1 Vuelta |      |
| 27   | Robin Milton           | MBA         | 1 Vuelta |      |
| Ret  | Håkan Olsson           | MBA         | Ret      |      |
| Ret  | Karl Dauer             | MBA         | Ret      |      |
| Ret  | Manuel Hernández       | Beneti      | Ret      |      |
| Ret  | Ángel Nieto            | Ducados-MBA | Ret      |      |
| Ret  | Willy Pérez            | MBA         | Ret      |      |
| Ret  | Claudio Macciotta      | MBA         | Ret      |      |
| Ret  | Stefan Prein           | Casal       | Ret      |      |
| Ret  | Ernst Himmelsbach      | MBA         | Ret      |      |
| Ret  | Jean-Claude Selini     | MBA         | Ret      |      |
| Ret  | Patrick Daudier        | PMDF        | Ret      |      |
| Ret  | Bady Hassaine          | MBA         | Ret      |      |
| Ret  | Erich Zürn             | Seel        | Ret      |      |
| Ret  | Thierry Feuz           | MBA         | Ret      |      |
| Ret  | Jacques Hutteau        | MBA         | Ret      |      |
| Ret  | Paul Bordes            | MBA         | Ret      |      |
| Ret  | Alfred Waibel          | MBA         | Ret      |      |
| DNS  | Pier Paolo Bianchi     | MBA         | DNS      |      |
| DNQ  | Thierry Maurer         | MBA         | DNQ      |      |
| DNQ  | Kalus Huber            | MBA         | DNQ      |      |
| DNQ  | Boy van Erp            | MBA         | DNQ      |      |
| DNQ  | Lothar Zürn            | MBA         | DNQ      |      |
| DNQ  | Wilhelm Lücke          | MBA         | DNQ      |      |
| DNQ  | Esa Kytölä             | MBA         | DNQ      |      |
| DNQ  | Uwe Heider             | Morbidelli  | DNQ      |      |
| DNQ  | Michel Escudier        | MBA         | DNQ      |      |
| DNQ  | Robert Hmeljak         | MBA         | DNQ      |      |
| DNQ  | Uwe Mahl               | MBA         | DNQ      |      |
| DNQ  | Eric Gijsel            | MBA         | DNQ      |      |
| DNQ  | Giuseppe Ascareggi     | MBA         | DNQ      |      |
| DNQ  | Harald Wiedemann       | MBA         | DNQ      |      |
| DNQ  | Horst Elsenheimer      | MBA         | DNQ      |      |
| DNQ  | Fritz Koch             | MBA         | DNQ      |      |
| DNQ  | Lars-Eric Kallesoe     | Kanteralli  | DNQ      |      |
| DNQ  | Steve Mason            | MBA         | DNQ      |      |
| DNQ  | Gerd Münch             | MBA         | DNQ      |      |
| DNQ  | Carlo Sieben           | MBA         | DNQ      |      |
| DNQ  | Hugo Vignetti          | MBA         | DNQ      |      |

## Resultados 80cc
Con el título ya en manso de Jorge Martínez Aspar, la duda estaba en saber quien sería subcampeón. Al final, este honor cayó en manos de Manuel Herreros. El vencedor del Gran Premio fue el alemán Gerhard Waibel.
| Pos. | Piloto               | Moto       | Tiempo   | Pts. |
| ---- | -------------------- | ---------- | -------- | ---- |
| 1    | Gerhard Waibel       | Krauser    | 27.58.50 | 15   |
| 2    | Stefan Dörflinger    | Krauser    | 28.20.07 | 12   |
| 3    | Hans Spaan           | Casal      | 28.32.52 | 10   |
| 4    | Manuel Herreros      | Derbi      | 28.44.95 | 8    |
| 5    | Wilco Zeelenberg     | Casal      | 29.04.78 | 6    |
| 6    | Hubert Abold         | Seel       | 29.05.12 | 5    |
| 7    | Reiner Scheidhauer   | Seel       | 29.06.27 | 4    |
| 8    | Alfred Waibel        | Real       | 29.18.62 | 3    |
| 9    | Henk van Kessel      | Krauser    | 29.21.38 | 2    |
| 10   | Theo Timmer          | Huvo-Casal | 29.23.58 | 1    |
| 11   | Salvatore Milano     | Krauser    | 29.38.62 |      |
| 12   | Günter Schirnhofer   | Krauser    | 29.39.42 |      |
| 13   | René Dünki           | Krauser    | 29.48.79 |      |
| 14   | Michael Gschwander   | Krauser    | 29.59.78 |      |
| 15   | Paul Bordes          | Krauser    | 29.59.98 |      |
| 16   | Bert Smit            | BZ         | 30.04.70 |      |
| 17   | Richard Bay          | Maico      | 30.05.10 |      |
| 18   | Reiner Koster        | Kroko      | 30.05.81 |      |
| 19   | Ralf Waldmann        | Krauser    | 30.08.00 |      |
| 20   | Chris Baert          | Seel       | 30.08.18 |      |
| 21   | Josef Lutzenberger   | Eberhardt  | 30.19.95 |      |
| 22   | Peter Öttl           | Eberhardt  | 30.20.30 |      |
| 23   | Reiner Partl         | Eberhardt  | 30.33.08 |      |
| 24   | Johan Auer           | Huvo-Casal | 30.35.78 |      |
| 25   | Kees Besseling       | CJB        | 30.37.20 |      |
| 26   | Aad Wijsman          | Harmsen    | 1 Vuelta |      |
| 27   | Raimo Lipponen       | Krauser    | 1 Vuelta |      |
| 28   | Olivier Friedrich    | Ziegler    | 1 Vuelta |      |
| Ret  | Serge Julin          | Casal      | Ret      |      |
| Ret  | Stefan Prein         | Casal      | Ret      |      |
| Ret  | Felix Rodríguez      | Autisa     | Ret      |      |
| Ret  | Ángel Nieto          | Derbi      | Ret      |      |
| Ret  | Josef Fischer        | Krauser    | Ret      |      |
| Ret  | Rainer Kunz          | Ziegler    | Ret      |      |
| Ret  | Roland Bosch         | Krauser    | Ret      |      |
| Ret  | Jorge Martínez Aspar | Derbi      | Ret      |      |
| Ret  | Reinhard Koberstein  | Krauser    | Ret      |      |
| Ret  | Ian McConnachie      | Krauser    | Ret      |      |
| Ret  | Jos van Dongen       | Krauser    | Ret      |      |
| Ret  | Hagen Klein          | Hess       | Ret      |      |
| DNS  | Pier Paolo Bianchi   | Seel       | DNS      |      |
| DNS  | Jörg Seel            | Seel       | DNS      |      |
| DNS  | Alex Barros          | Autisa     | DNS      |      |
| DNS  | Thomas Engl          | Krauser    | DNS      |      |
| DNS  | Brane Rokavec        | Seel       | DNS      |      |
| DNQ  | Jarnö Piepponen      | Kiefer     | DNQ      |      |
| DNQ  | Mario Stocco         | Huvo Casal | DNQ      |      |
| DNQ  | Nicola Casadei       | RB         | DNQ      |      |
| DNQ  | Stefan Brägger       | Huvo Casal | DNQ      |      |
| DNQ  | Hans Koopman         | Ziegler    | DNQ      |      |
| DNQ  | Robin Milton         | Wicks      | DNQ      |      |
| DNQ  | Otto Machinek        | M+H        | DNQ      |      |
| DNQ  | Petra Gschwander     | Ziegler    | DNQ      |      |
| DNQ  | Jan Verheul          | MBA        | DNQ      |      |
| DNQ  | Bertus Grinwis       | Krauser    | DNQ      |      |
| DNQ  | Stuart Edwards       | Huvo Casal | DNQ      |      |
| DNQ  | Mika-Sakari Komu     | Eberhard   | DNQ      |      |
| DNQ  | Kasimir Rapczysnki   | Eigenbau   | DNQ      |      |
| DNQ  | Hans-Jürgen Erk      | ERK        | DNQ      |      |
| DNQ  | Georg Landthaler     | Ziegler    | DNQ      |      |
| DNQ  | Terho Kauhanen       | Casal      | DNQ      |      |
| DNQ  | Siegfried Lohmann    | Seel       | DNQ      |      |
| DNQ  | Jan Vanecek          | Huvo       | DNQ      |      |
| DNQ  | Willi Haas           | Eberhardt  | DNQ      |      |
| DNQ  | Steve Mason          | Huvo Casal | DNQ      |      |
| DNQ  | Wolfgang Engels      | Huvo       | DNQ      |      |